# Тодор Николов (спортист)
Вижте пояснителната страница за други личности с името Тодор Николов.
Тодор Николов е български петобоец.

## Биография
Роден е в София на 14 септември 1981 г. От 1998 до 2008 г. е състезател по модерен петобой в клуб „Славия“. Републикански шамшион по модерен петобой през 2004 и 2005 г.
На Световното първенство по модерен петобой завършва 15-и.
Треньор е на националния отбор по модерен петобой в периода 2008 – 2013 г.